# Buhy
Buhy – miejscowość i gmina we Francji, w regionie Île-de-France, w departamencie Dolina Oise.
Według danych na rok 1990 gminę zamieszkiwało 239 osób, a gęstość zaludnienia wynosiła 35 osób/km² (wśród 1287 gmin regionu Île-de-France Buhy plasuje się na 964. miejscu pod względem liczby ludności, natomiast pod względem powierzchni na miejscu 561.).